# Покровское (Снигирёвский район)
Покровское (укр. Покровське) — село в Снигирёвском районе Николаевской области Украины.
Основано в 1923 году. Население по переписи 2001 года составляло 95 человек. Почтовый индекс — 329405. Телефонный код — 51-62. Занимает площадь 0,044 км².

## Местный совет
57320, Николаевская обл., Снигирёвский р-н, с. Червоная Долина, ул. Мира, 26